# 27 km (przystanek kolejowy w obwodzie wołyńskim)
27 km (ukr. 27 км, ros. 27 км) – przystanek kolejowy w pobliżu miejscowości Izów, w rejonie włodzimierskim, w obwodzie wołyńskim, na Ukrainie.